# NGC 4478
NGC 4478 (другие обозначения — UGC 7645, MCG 2-32-99, ZWG 70.133, VCC 1279, PGC 41297) — эллиптическая галактика (E2) в созвездии Дева.
Этот объект входит в число перечисленных в оригинальной редакции «Нового общего каталога».
Несмотря на то, что галактики является эллиптической, в ней обнаружен звёздный диск. Диск NGC 4478 моложе и богаче металлами, чем основная её часть.